# Гейерстам, Густав
Густав аф Гейерстам (швед. Gustaf af Geijerstam; 5 января 1858, Вестманланд — 6 марта 1909, Стокгольм) — шведский писатель
, драматург и общественный деятель.
Как и его соотечественник и личный друг Август Стриндберг, пользовался европейской известностью.

## Биография
Представитель дворянского рода, выходцев из Австрии. В годы студенчества был связан с кружками радикально настроенной молодежи. Литературную работу начал как журналист. Был связан с литературным движением «Молодая Швеция» (Det unga Sverige). Писал произведения, вдохновленные философией и эстетикой критического реализма и натурализма, в том числе посвящённые социальным проблемам романы «Erik Grane» (1885), «Pastor Hallin» (1887) и рассказы на сельскую тематику «Fattigt folk» («Бедные люди»). В более поздних его романах, в том числе «Medusas huvud» («Голова Медузы», 1895), индивидуалистические тенденции вышли на первый план. В 1900 году писатель опубликовал психологический и символический роман «Boken on lillebror» («Книга о маленьком брате»), он также написал ряд комедий.
В разное время являлся декадентом, последовательным реалистом, мистиком, не раз впадал в крайности и поражал неожиданными отступлениями от прежней своей манеры. Чем-то болезненным веет от таких его произведений, как «Голова Медузы» или «Борьба за любовь». В «Книге о маленьком брате», наоборот, Г. Гейерстам сумел тепло и правдиво изобразить детский мир и детскую психологию.
Один из лучших романов Гейерстама — «Комедия брака»; здесь автор обнаруживает тонкое психологическое чутье, наблюдательность, остроумие, знание жизни. В романе «Nals Thufvesson Moder» автор погружается в область ненормального, извращённого, местами пользуясь недостаточно художественными средствами. «Själarnes Kamp» («Борьба душ») рисует нравы столичной и вообще городской денежной аристократии.
Много работал для театра. Написал ряд комедий и драм, преимущественно из народной жизни: «Свекор» (1888), «Олеон и его жена», «Большой класс и маленький класс» и др. В 1892 выпустил сборник сатирических стихотворений и ряд литературно-критических статей, составивших два тома (1883 и 1894). Личные воспоминания автора напечатаны в «Bouncers mânasnäften» (Ungdomsförsök Mannen, 1908). Романы и новеллы Г. Гейерстама пользовались большой популярностью как в Швеции, так и за границей. Многие из его книг ещё при жизни были переведены на немецкий язык, а одна из них, «Äktenskapets komedi» (1898), была высоко оценена Райнером Рильке.
Похоронен на кладбище Норра бегравнингсплатсен (Северном кладбище).